# Icon (Computer)

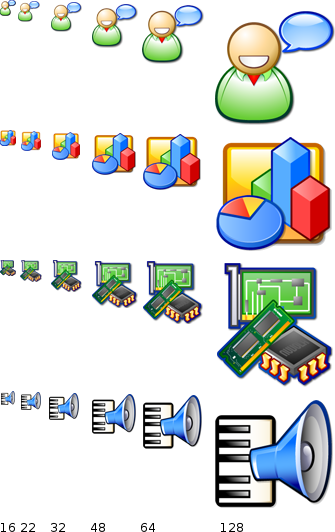
Icons (hier vier Beispiele aus dem Nuvola-Icon-Theme) sind meistens quadratisch und haben gewisse Standardgrößen

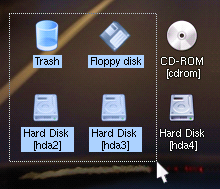
Mit der Maus kann eine Mehrfachauswahl von „Objekten“, dargestellt als Icons, auf dem Desktop getroffen werden

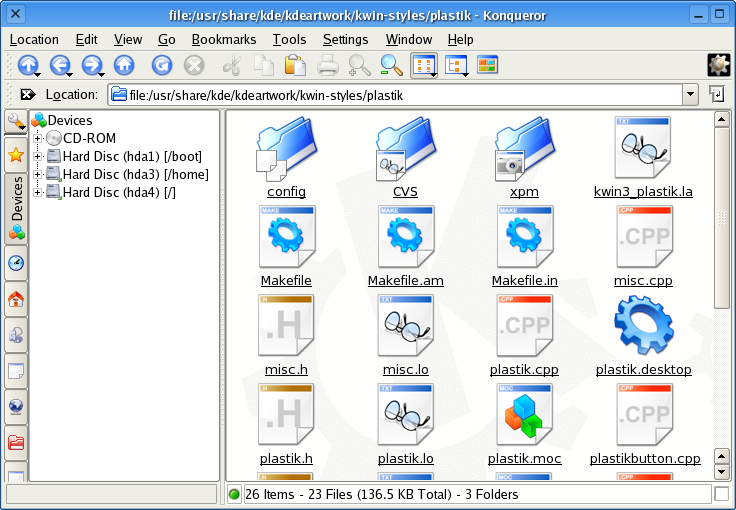
Icons für Dateien im Konqueror

Der lateinisch-englische Ausdruck Icon (aus griechisch εἰκών zu Ikone oder auch Ikon für „Bildchen“) benennt in der Informatik ein kleines Bild oder Piktogramm, das als Bestandteil einer grafischen Oberfläche oft eine Datei oder ein Verzeichnis und in ähnlicher Weise auf Schaltflächen je einen Befehl an die Anwendungen kennzeichnet. Bei in der deutschen Sprache lokalisierten Anwendungen wird es meist als Symbol bezeichnet.

## Eigenschaften und Ergonomie
Icons sind meistens quadratisch und haben Standardgrößen mit Kantenlängen von 16, 24, 32, 48, 64, 128 oder 256 aber auch 512 Pixeln. Durch den begrenzten Arbeitsspeicher von Computern bedingt, verwendete man früher nur eine eingeschränkte Anzahl von Farben, z. B. bei früheren Versionen von Microsoft Windows 16 oder 256 Farben. Heute geben die meisten Arbeitsumgebungen keine Grenze mehr vor (teilweise sind 16,7 Millionen Farben Standard). Es werden viele verschiedene Bildformate genutzt, die häufigsten sind ICO und PNG. Mittlerweile werden auch frei skalierbare Vektorgrafiken verwendet, z. B. SVG.
Software ohne Icons ist kaum noch vorstellbar. Dennoch gilt: Der Benutzer muss die Bedeutung jedes Icons erst erlernen. Deshalb sollte seine Bedeutung für den Benutzer möglichst einfach zu erkennen sein. Der Ersteller eines Icons sollte seine Entwürfe mit Personen der Zielgruppe testen. Hierfür wird meist die Zuordnungshäufigkeit zwischen einem Icon und einem Begriff bzw. Eindeutigkeit der Assoziationen zu einem Icon betrachtet. Neuere Studien legen nahe, dass auch die Geschwindigkeit, mit der ein Icon ausgewählt wird, sowie emotionale Aspekte („Das Icon ist ansprechend“) in die Bewertung mit einfließen sollten. Ein Vorteil von Icons liegt in ihrem hohen Wiedererkennungswert.

## Funktion
Icons sind ein wichtiger Bestandteil bei Dateimanagern für grafische Benutzeroberflächen (englisch kurz GUIs). Je nach Einstellung wird durch einen einfachen Mausklick oder durch einen Doppelklick die dem Icon zugeordnete Aktion ausgeführt (z. B. der Start eines Programmes, das Öffnen einer Bilddatei mit einem Bildbearbeitungsprogramm oder das Abspielen einer Klangdatei). Dabei haben die Icons meistens einen Bezug zu den Dateitypen oder dem damit verknüpften Programm, so haben Textdateien das Symbol eines Textblockes oder Hilfe-Dateien das eines Fragezeichens.
Nach dem Vorbild des Apple Macintosh wird von den meisten Betriebssystemen und Benutzeroberflächen ein Doppelklick auf ein Icon mit dem Befehl „Öffnen“ gleichgesetzt. Ein (Doppel)klick auf ein Programm-Icon startet das dazugehörige Programm. Unter oder neben dem Icon steht meistens der Programm- oder Dateiname. Zeigt man, ohne zu klicken, mit dem Mauszeiger auf ein Icon, wird oft noch ein ausführlicherer Informationsblock sichtbar.

## Verwendungsbeispiele
In Dateimanagern wie Windows-Explorer, Konqueror und Nautilus kann der gesamte Festplatteninhalt in Form von Icons angezeigt werden. Dabei repräsentiert ein Icon eine Datei oder einen Ordner.
Icons in Symbolleisten haben meistens die Funktion einer Schaltfläche. Sie dienen der Versinnbildlichung von Programmfunktion oder dazugehörigem Befehl wie Drucken, Speichern, Fettschrift. Diese werden meist mit einem einfachen Mausklick ausgelöst.
In Abhängigkeit von der verwendeten Desktop-Umgebung ist es möglich, wichtige Icons auf den Desktop oder in Symbolleisten von Programmen zu legen, so dass bestimmte Programme schnell gestartet oder Dateien schnell geöffnet werden können.

## Icon-Software
Icons können mit speziellen Icon-Editoren erstellt und bearbeitet werden. Diese bieten zahlreiche Vorlagen und Bearbeitungswerkzeuge und können mit verschiedenen Dateiformaten umgehen.
Moderne Bildbearbeitungsprogramme können in der Regel von Haus aus Icons in den Standardformaten ICO, ICNS und PNG speichern, so dass man nicht mehr auf Spezialsoftware angewiesen ist.

## Einzelbelege
1. ↑  Icon – Duden, Bibliographisches Institut; 2016